# Margarita Chernomyrdina
Margarita Alekseevna Chernomyrdina (Moscú, Rusia; 6 de marzo de 1996) es una futbolista rusa. Juega como mediocampista y su equipo actual es el CSKA Moscú del Campeonato Ruso de fútbol femenino y forma parte de la selección de fútbol femenino de Rusia.

## Selección nacional
Como parte de la selección nacional juvenil de Rusia Sub-15 debutó en noviembre de 2010 en un partido amistoso con Turquía. Para el equipo nacional juvenil Rusia Sub-17 jugó el primer juego en abril de 2011, el encuentro de la ronda Élite del Campeonato de Europa con Dinamarca. Como miembro del equipo juvenil de Rusia Sub-20 hizo su debut en abril de 2013 en el partido de la ronda élite del Campeonato de Europa con Suiza. Para el equipo nacional de Rusia jugó el primer juego en agosto de 2014 en el torneo de clasificación de la Copa del Mundo con Eslovaquia.

## Logros
- Goleadora del Campeonato Ruso de fútbol femenino 2016.[6]
- Subcampeona en el Campeonato Ruso de fútbol femenino 2018.
- Finalista de la Copa de Rusia 2017.
- Campeón de Campeonato Ruso de fútbol femenino 2019.